# Бряза-де-Жос
Бряза-де-Жос (рум. Breaza de Jos) — село у повіті Прахова в Румунії. Адміністративно підпорядковане місту Бряза.
Село розташоване на відстані 88 км на північ від Бухареста, 37 км на північний захід від Плоєшті, 54 км на південь від Брашова.

## Населення
За даними перепису населення 2002 року у селі проживали 1968 осіб, з них 1963 особи (99,7%) румунів. Рідною мовою 1961 особа (99,6%) назвала румунську.